# Dardanus fucosus
Dardanus fucosus is een tienpotigensoort uit de familie van de Diogenidae. De wetenschappelijke naam van de soort is voor het eerst geldig gepubliceerd in 1972 door Biffar & Provenzano.